# Да Силва, Клаудиней
Клаудиней Кирино да Силва (род. 19 ноября 1970 года в Ленсойс-Паулисте) — бывший бразильский спринтер, который специализировался в беге на 200 метров. Он добился успеха на региональном и мировом уровне и в составе сборной завоевал серебряную медаль на Олимпийских играх 2000 года в эстафете 4х100 метров.

## Биография
Клаудиней жил в детском доме до 17 лет. После выпуска начал работать в кафетерии на заправочной станции. Когда ему был 21 год, его заметил тренер по лёгкой атлетике.
Принял участие в Олимпийских играх 1996 года, прошёл квалификацию, но в четвертьфинале не финишировал.
На чемпионате мира по лёгкой атлетике 1997 года в Афинах Клаудиней Кирино завоевал бронзовую медаль в беге на 200 метров с временем 20,26 с; на чемпионате мира по лёгкой атлетике 1999 года в Севилье, он завоевал серебро в беге на 200 метров с результатом ровно 20 секунд и бронзу в беге 4x100 метров.
На Панамериканских играх 1999 года в Виннипеге он завоевал золото в беге на 200 метров и в эстафете 4x100 метров. Также в 1999 году он завоевал золото на заключительном этапе Гран-при ИААФ в Мюнхене, в беге на 200 метров со временем 19:89, он установил рекорд Южной Америки.
На Олимпийских играх 2000 года в Сиднее он завоевал серебряную медаль в эстафете 4×100 м с временем 37,90 с. Кирино входил в квартет с Эдсоном Лучано, Андре Домингосом и Висенте Ленилсоном. Золотая медаль досталась сборной США. Позже, в 2008 году, бегун Тим Монтгомери, который участвовал в этой эстафете, признался в применении допинга, однако МОК так и не лишил США медали в пользу Бразилии.
В 2003 году на Панамериканских играх в Санто-Доминго он завоевал золото в беге 4×100 м с чемпионским квартетом из Сиднея. Изначально золото досталось американцам, но один из участников сборной США, Микки Граймс, сдал позитивный допинг-тест. В 2005 году Клаудиней был приглашён присоединиться к бразильской команде по бобслею в качестве запасного спортсмена и отправился на зимние Олимпийские игры 2006 года в Турине. После этого турнира Клаудиней Кирино завершил свою карьеру в спорте.
В январе 2017 года Кирино возглавил муниципальный спортивный департамент Президенти-Пруденти, в котором он координирует, планирует и реализует муниципальную политику в области спорта с целью стимулировать, популяризировать и поддерживать спорт в обществе.